# Ples, Moravče
Ples este o localitate din comuna Moravče, Slovenia, cu o populație de 65 de locuitori.